# 川口信用金庫

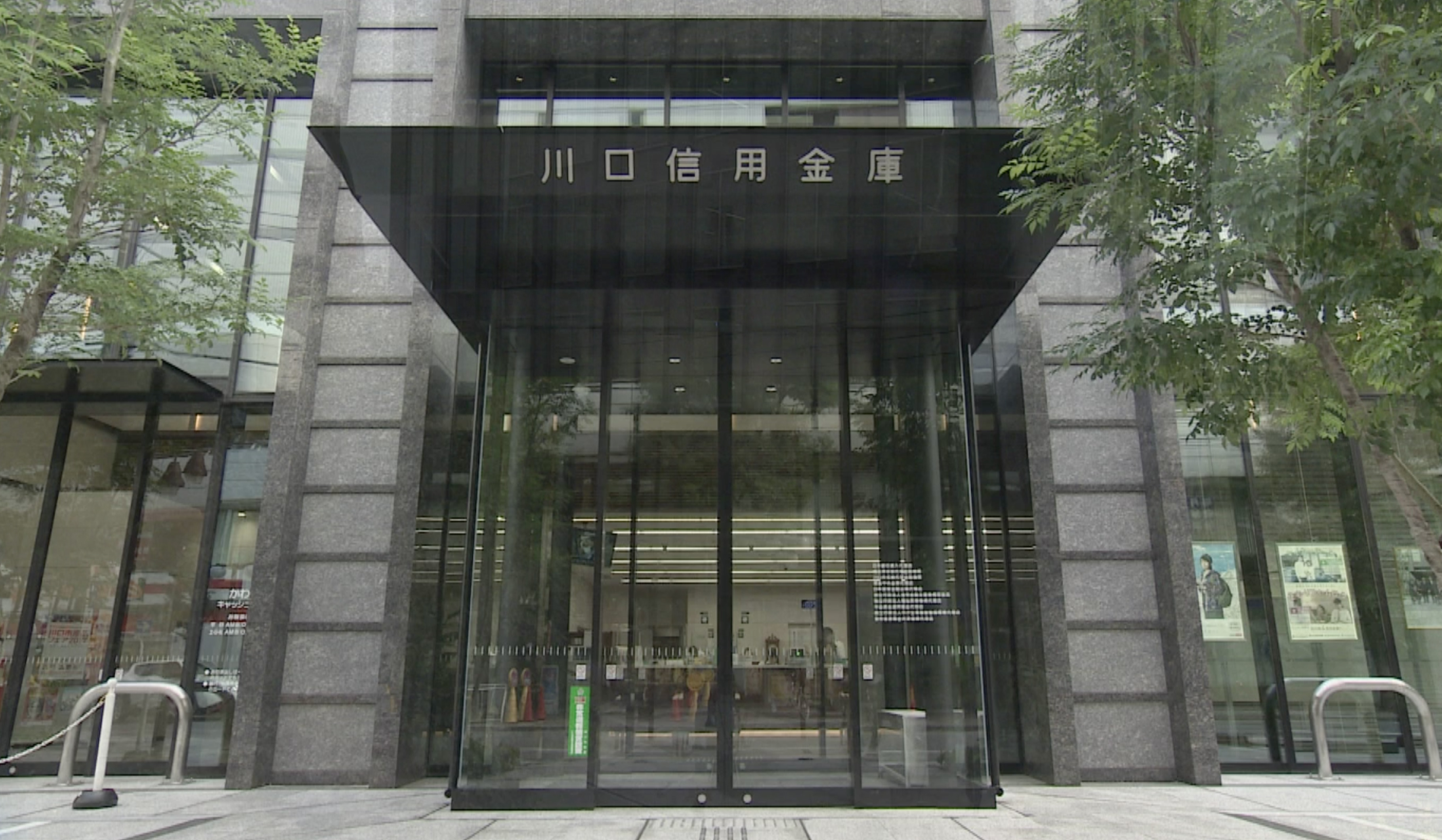
川口信用金庫本店営業部入口

川口信用金庫（かわぐちしんようきんこ、英語：Kawaguchi Shinkin Bank）は、埼玉県川口市に本店を置く信用金庫である。川口信金。略称はかわしん。

## 沿革
- 1924年（大正13年） 川口鋳物信用販売購買利用組合として設立。
- 1930年（昭和5年） 名称を川口信用組合とする。
- 1951年（昭和26年） 信用金庫法に基づき、川口信用金庫となる。
- 2002年（平成14年） 青木信用金庫との対等合併を発表。
- 2003年（平成15年） 青木信用金庫との対等合併を延期、のち白紙撤回。
- 2022年（令和4年）1月17日 この日から磁気の影響を受けにくい新しい通帳（Hi-Co通帳）を取扱開始した(Hi-Co通帳に対応していない信用金庫ATMではHi-Co通帳は使えない。)[1]。